# QBかりん 警視庁特殊SP班
『QBかりん 警視庁特殊SP班』（クイーンズバトラーかりん けいしちょうとくしゅエスピーはん）は、西山優里子による日本の漫画作品。
『Kiss』（講談社）にて2010年1号から2011年7号まで連載されていた。単行本は全4巻。作者にとって初の女性誌での連載作品である。

## あらすじ
正義感が強く男勝りな警察官・かりん。町の人々を守る仕事は確かに大好きだが、女扱いされない現状には不満もあった。
そんなかりんが突如異動を命じられたのは、女性VIP専門のSP班、クイーンズバトラー、通称・QB。更に、QBの面々はいずれもイケメン揃いでそれぞれに得意分野を持つエリート集団だった。

## 登場人物
春日奈 かりん（はるひな かりん）
警視庁警備部女性VIP専門SP班。25歳。テコンドー2段。
明透聴力（クリアオーディエンス）という、一種の千里眼のような能力がある。極度の緊張状態や集中力が高まると一時的に聴力が異常に高まり、常人には聞こえないような小さな物音や遠く離れた場所の声などが聞こえる。
幼い頃からいじめられている女の子を助けるなど常に「守る側」で育ってきた。女子高生に絡んでいたチンピラを過剰防衛で怪我を負わせるなど、「火の玉かりん」というあだ名を付けられるほどだった。
阿刀田 頼（あとうだ らい）
警部補、QBのリーダー。かりんの教育担当。
島村 陸羽（しまむら りくう）
巡査長、元警察航空隊。A級ライセンスと医師免許を所持。かりんの車両訓練の教育係。気さくな人柄。
加藤 夏彦（かとう なつひこ）
元皇宮護衛官。比較宗教学の博士号を持つ。社交ダンスの学生チャンピオン。かりんの作法、英語・仏語の教育係。
工藤 真咲（くどう まさき）
元公安部。生け花・茶道の師範代免許を持つ。
蔵野 兼継（くらの かねつぐ）
元海上自衛隊の二等海尉。コンピュータのエキスパート。代々、伊達家の家老の家系で、小さい頃から光輝に執事として仕えてきたため、今でも光輝のことを「若」と呼ぶ。
伊達 光輝（だて みつてる）
元二等海尉。武器弾薬のエキスパート。旧家の御曹司。

## 書誌情報
- 西山優里子 『QBかりん 警視庁特殊SP班』 講談社〈KC Kiss〉 全4巻
  1. 2010年6月11日発売、ISBN 978-4-06-340808-9
  2. 2010年10月13日発売、ISBN 978-4-06-340821-8
  3. 2011年1月13日発売、ISBN 978-4-06-340834-8
  4. 2011年6月13日発売、ISBN 978-4-06-340847-8